# I. e. 701
Évszázadok: i. e. 9. század – i. e. 8. század – i. e. 7. század
Évtizedek: i. e. 750-es évek – i. e. 740-es évek – i. e. 730-as évek – i. e. 720-as évek – i. e. 710-es évek – i. e. 700-as évek – i. e. 690-es évek – i. e. 680-as évek – i. e. 670-es évek – i. e. 660-as évek – i. e. 650-es évek
Évek: i. e. 706 – i. e. 705 – i. e. 704 – i. e. 703 –  i. e. 702 – i. e. 701 – i. e. 700 – i. e. 699 – i. e. 698 – i. e. 697 – i. e. 696

## Események
- Szín-ahhé-eríba asszír király hadjáratot vezet a zsidó királyságok ellen, Izraelt elpusztítja és részben Júdeát is, ám Jeruzsálem ostromát, máig tisztázatlan okból abbahagyja.[1]